# Geraldine Cadbury

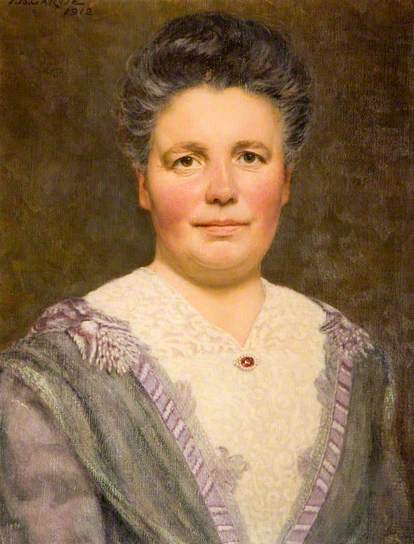
Geraldine Southall Cadbury, Porträt von Thomas Bowman Garvie, 1912

Dame Geraldine Cadbury, geborene Southall (* 29. Juni 1864 in Birmingham; † 30. Januar 1941 ebenda) war eine englisch-britische Quäkerin, Sozial- und Strafrechtsreformerin und Philanthropin. Cadbury war eine der ersten Frauen in Birmingham, die als Friedensrichterin (Magistrate) tätig war. Ab 1923 war sie Vorsitzende des Richtergremiums am Children’s Court von Birmingham. In den 1930er Jahren bekleidete sie prominente Positionen in verschiedenen Ausschüssen des Innenministeriums und internationalen Vereinigungen.

## Leben
Cadbury war die Tochter von Alfred Southall (1838–1931), einem Chemiker, und der Irin Anna Strangman Grubb (1841–1912). Die Eltern waren Quäker und sozial engagiert: Der Vater war ein Abstinenzler und unterrichtete eine Schulklasse für erwachsene Arbeiter, die Mutter war eine Befürworterin des Frauenwahlrechts.
Cadbury besuchte die Edgbaston High School for Girls und kurzzeitig die Quäkerschule The Mount in York. 1891 heiratete sie Barrow Cadbury (1862–1958), mit dem sie drei Kinder hatte: Dorothy Adlington (1892–1987), Paul Strangman (1895–1984) und Geraldine Mary (1900–1999). Barrow Cadbury war einer der Direktoren des Süßwarenherstellers Cadbury Brothers; daher war die Familie sehr wohlhabend und Cadbury hatte Zeit und Mittel, sich für freiwillige, philanthropische Zwecke einzubringen. Bei Cadbury traf dies zudem auf ihre tiefen, religiösen Überzeugungen. 1920 gründete das Ehepaar Cadbury zudem den Barrow Cadbury Trust, der „eine gerechte und friedliche Gesellschaft, die den gleichen Wert aller Menschen anerkennt“ fördert und dazu heute etwa 90 Mio. Pfund Kapital hat, das von der Familie verwaltet wird.
Cadbury arbeitete als freiwillige Sozialarbeiterin in Birminghams wegweisendem Children’s Court und als freiwillige Bewährungshelferin. Der Greet Free Kindergarten entstand in einem Armenviertel von Birmingham, das damals noch Greet hieß. Cadbury stellte hierfür einen Raum hinter einem Versammlungshaus der Quäker zur Verfügung. Der Kindergarten wurde 1904 mit Personal aus dem von Caroline Bishop eingerichteten College in Edgbaston eröffnet. Es war der erste Kindergarten in Birmingham.
Während des Ersten Weltkriegs organisierte Cadbury eine vorübergehende Unterkunft für Hunderte von belgischen Flüchtlingen und leitete ein Entbindungsheim für die Belgierinnen. 1918 erhielt sie dafür die Koningin Elisabeth Medaille des belgischen Staates „in Anerkennung außergewöhnlicher Verdienste um Belgien bei der Linderung der Leiden seiner Bürger während des Ersten Weltkriegs“.
1920 wurde Cadbury nach dem Sex Disqualification (Removal) Act 1919 als eine der ersten Frauen in Birmingham zur Friedensrichterin ernannt. Ab 1923 führte sie den Vorsitz im Richtergremium des Children’s Court. 1925 wurde sie in den Ausschuss des Innenministeriums für die Behandlung jugendlicher Straftäter (Departmental Committee on the Treatment of Young Offenders) berufen, der den Weg für den Children and Young Persons Act 1933 ebnete.
Im Jahr 1928 half Cadbury bei der Planung des zweiten speziellen Jugendgerichts in England. In den folgenden Jahren wurde sie in eine Reihe prominenter Positionen in weiteren Ausschüssen des Innenministeriums berufen, darunter das Home Office Committee to Enquire Into Juvenile Courts in the Metropolitan Police District (1930), das Home Office Juvenile Court Rules Committee (1932), die Conference on Girls aged 15–17 Appearing before London Juvenile Courts (1934) sowie das Home Office Committee to consider Observation Centres (1938).
Auf internationaler Ebene unternahm zahlreiche Reisen zur Erforschung der Jugendgerichtsbarkeit in Europa, Amerika, Neuseeland und Australien und wurde unter anderem zur Vizepräsidentin der International Association of Children's Court Judges ernannt (1935).
1937 wurde sie für ihre öffentlichen und philanthropischen Verdienste in Birmingham zur Dame Commander of the Order of the British Empire ernannt.
1938 veröffentlichte sie das Buch Young Offenders Yesterday and To-day, eine Geschichte der Behandlung jugendlicher Straftäter in England von der Herrschaft Æthelstans im 10. Jahrhundert bis zu ihren persönlichen Erfahrungen mit der Jugendgerichtsbarkeit.
Sie war auch für ihre Ablehnung der Todesstrafe bekannt und unterstützte ab 1923 die Arbeit des späteren National Council for the Abolition of the Death Penalty.
Cadbury starb 1941 in Birmingham im Alter von 76 Jahren.